# タージマハル・ホテル

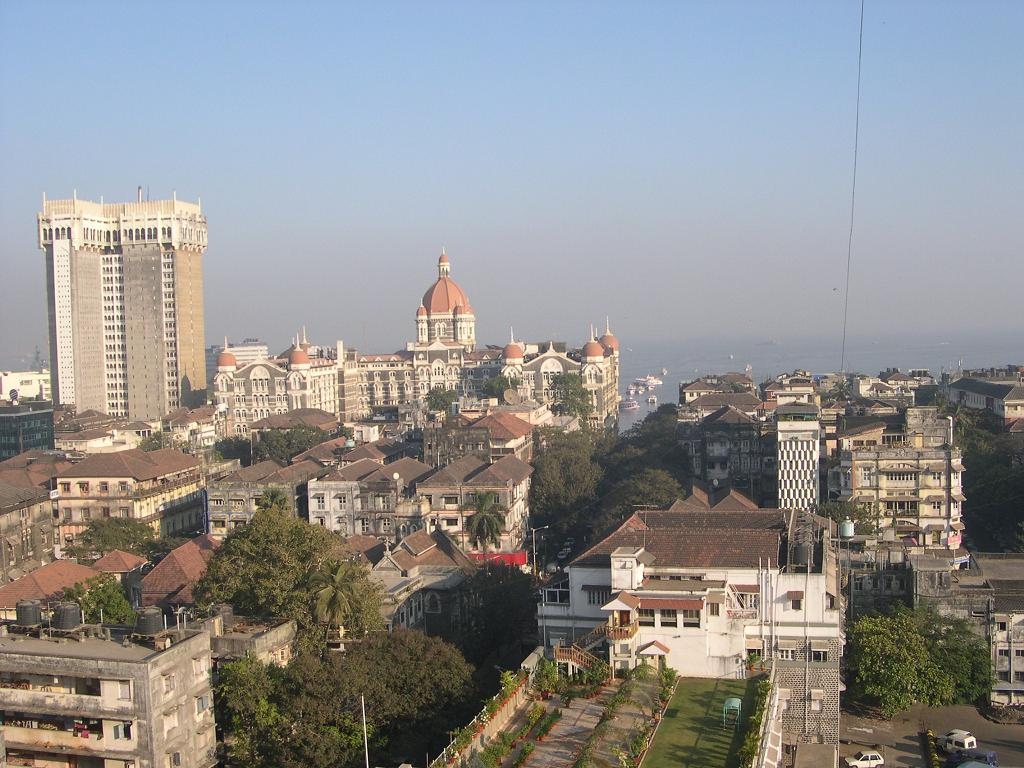
陸側から見たタージマハル・ホテル

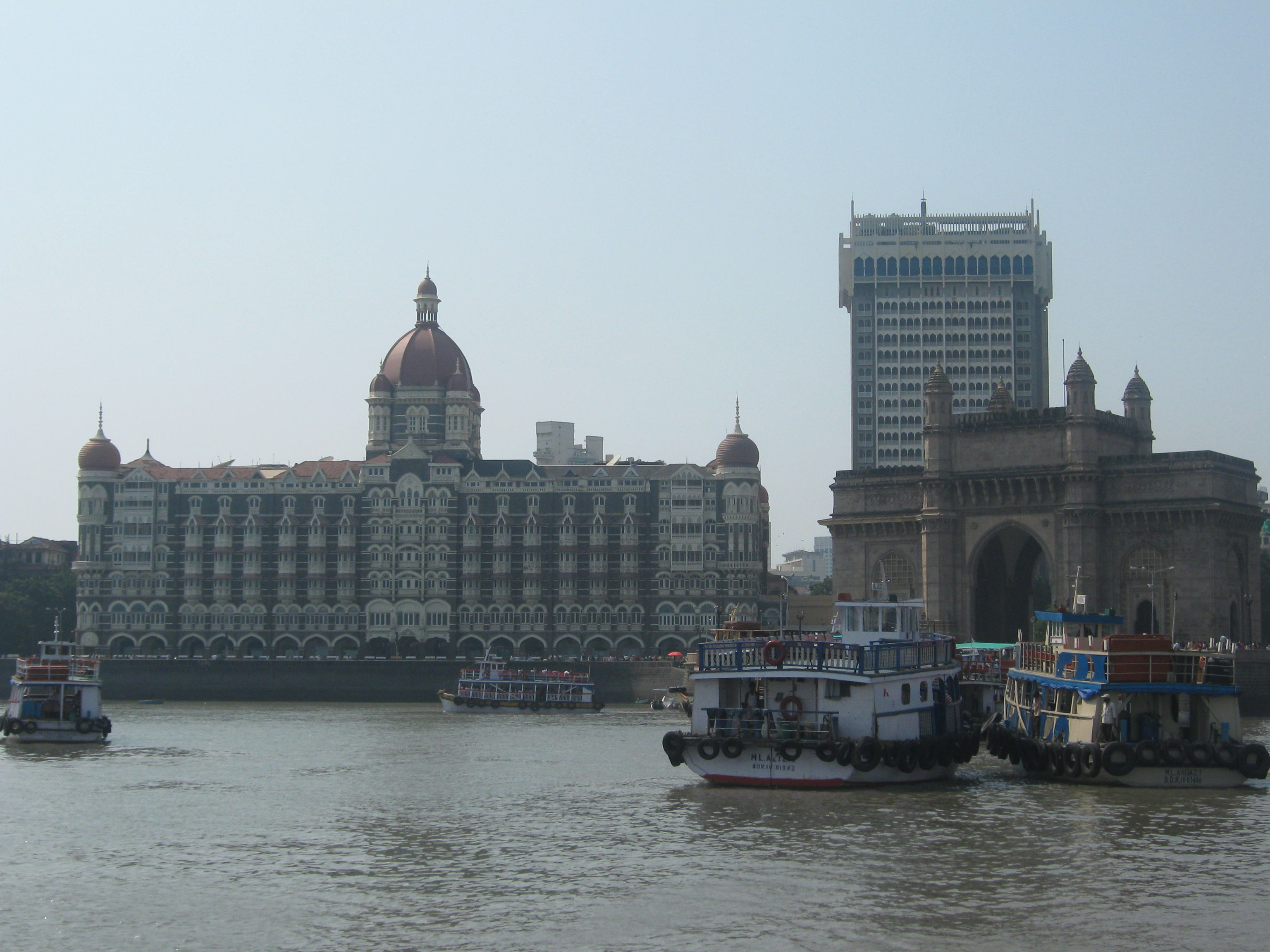
海側から見たタージマハル・ホテル

タージマハル・ホテル（Taj Mahal Palace & Tower）は、インドの港湾都市ムンバイにある、インドを代表する高級ホテルである。
ムンバイ港の古くからの中心地に位置し、海に面してパレス棟（旧館）とタワー棟（新館）が建っている。隣にはムンバイのシンボルでもあるインド門がある。客室数は565で、うちスイートは46室。タタ・グループにより保有されている。

## 歴史
伝えられるところでは、インドの近代工業の父でタタ・グループの創始者でもあるジャムシェトジー・タタは、ムンバイ（旧ボンベイ）の当時最大のホテルだったワトソンズ・ホテルに入ろうとして白人専用であることを理由に宿泊を断られ、これに怒ってもっと豪華なホテルをインド人の手で築こうとしたとされる。インド人建築家により西洋の新古典主義建築とインドの伝統の様式を混合した姿で設計され、建設には25万ポンドを投じた。
1903年12月16日にタージマハル・ホテルは開業し、以来ムンバイ第一のホテルとなりインドを訪問する世界の政治家・王侯貴族・有名人らがこのホテルの客となった。
1973年、隣のグリーンズ・ホテルの跡地に高層のタワー棟が建てられ、現在に至っている。
2008年11月26日のムンバイ同時多発テロにおいてテロリストに占領され、多数の客が殺害された。特殊部隊の投入により3日後にホテルは制圧されたが、館内は損傷し、パレス棟の最上階と屋根はテロ直後に起こった火災で焼失している。

## 構造
ホテルの海側のファサードは竣工当時は裏面であり、20世紀後半に海側に玄関が移される前は陸側が正面であった。これには建築家が海側に向けて建つホテルの設計図を描いたにもかかわらず建設業者が勘違いして逆向きに建ててしまったという噂があるが、実際のところは民族主義者であったオーナーのジャムセットジ・タタがイギリスの支配に反発しわざと海に背を向けてホテルを建てさせたという説、単に馬車で来る客の利便のために陸側の通りを正面にしたという説がある。